# Campeonato Brasileiro de Futebol de 1971 - Série B
O Campeonato Brasileiro de Futebol da Série B de 1971, originalmente denominado Campeonato Nacional de Clubes da Primeira Divisão pela CBD, foi a primeira edição do torneio, disputado por 23 equipes. O Villa Nova de Minas Gerais se consagrou campeão após vencer o Remo do Pará na final. Desde o seu início a Série B sofreu com a má organização. Na sua primeira edição, assim como na segunda, o campeão não foi promovido para a série A (denominação não usada oficialmente na época) do Campeonato Nacional de Clubes.
Em princípio todos os estados teriam vaga na competição, principalmente os que não tiveram clubes no primeiro nível do I Campeonato Nacional de Clubes de 1971 (atual Campeonato Brasileiro de futebol - Série A). Porém, algumas federações e clubes ficaram descontentes com o desprestigio de jogar apenas o nível 2 e preferiram não participar, como foi o caso da Federação Goiana, que acabou organizando o Torneio de Integração Nacional, que contou com a participação de 16 clubes, de 11 estados diferentes.

## Participantes
| Time           | Cidade         | UF                  | Classificação                                   |
| -------------- | -------------- | ------------------- | ----------------------------------------------- |
| ABC            | Natal          | Rio Grande do Norte | Campeão Potiguar de 1971                        |
| América-SC     | Joinville      | Santa Catarina      | Campeão Catarinense de 1971                     |
| Campinense     | Campina Grande | Paraíba             | Campeão Paraibano de 1971                       |
| Central-RJ     | Barra do Piraí | Rio de Janeiro      | Campeão Fluminense de 1970                      |
| Clube do Remo  | Belém          | Pará                | 3º lugar no Paraense de 1971                    |
| CRB            | Maceió         | Alagoas             | Vice-campeão Alagoano de 1971                   |
| Flamengo-PI    | Teresina       | Piauí               | Campeão Piauiense de 1971                       |
| Ferroviário-CE | Fortaleza      | Ceará               | 3º lugar no Cearense de 1971                    |
| Ferroviário-PE | Recife         | Pernambuco          | Não há fontes sobre o critério que o Qualificou |
| Guarany        | Sobral         | Ceará               | 4º lugar no Cearense de 1971                    |
| Itabaiana      | Itabaiana      | Sergipe             | Vice-campeão Sergipano de 1971                  |
| Londrina       | Londrina       | Paraná              | 5º lugar no Paranaense de 1970                  |
| Maranhão       | São Luís       | Maranhão            | Campeão Maranhense de 1970                      |
| Mixto          | Cuiabá         | Mato Grosso         | Campeão Mato-Grossense de 1970                  |
| Náutico        | Recife         | Pernambuco          | 3ª lugar no Pernambucano de 1971                |
| Paysandu       | Belém          | Pará                | Campeão Paraense de 1971                        |
| Ponte Preta    | Campinas       | São Paulo           | 5ª colocada no Paulista de 1971                 |
| River          | Teresina       | Piauí               | Vice-Campeão Piauiense de 1971                  |
| Rodoviária     | Manaus         | Amazonas            | Vice-campeã Amazonense de 1971                  |
| Sampaio Corrêa | São Luís       | Maranhão            | Vice-Campeão Maranhense de 1970                 |
| Sport Belém    | Belém          | Pará                | 4º lugar no Paraense de 1971                    |
| Tuna Luso      | Belém          | Pará                | Vice-Campeã Paraense de 1971                    |
| Villa Nova     | Nova Lima      | Minas Gerais        | 4º lugar no Mineiro de 1971                     |

- Em protesto contra a Confederação Brasileira de Desportos algumas equipes preferiram não disputar esta edição da Série B, dentre outras podemos citar: Todos os clubes goianos (Goiás, Atlético Goianiense e Vila Nova), o Fortaleza, que era vice-campeão cearense e acabou cedendo sua vaga para o Ferroviário. O campeão Amazonense Fast Clube não se interessou em disputar a competição, e integrou o Torneio de Integração Nacional a convite da Federação Goiana de Futebol, cedeu sua vaga para a Rodoviária. O Sergipe, como campeão sergipano, também abdicou de disputar. O União Bandeirante, vice-campeão paranaense, também preferiu disputar apenas o Torneio de Integração, cabendo ao 5º colocado Londrina representar o estado.
- Também houve desistência por considerar o torneio deficitário, como foi o caso do Fast Clube, que abdicou de disputar[2].

## Regulamento
A primeira fase, contou com 23 equipes, dessas, quatro se classificaram automaticamente para a segunda fase (Central, Mixto, Rodoviária e Villa Nova/MG), as demais dividiram-se em grupos de acordo com a região geográfica. As equipes jogaram entre si, dentro de cada grupo, em turno e returno, com os campeões de cada grupo passando para a fase seguinte. Na segunda fase, as nove equipes restantes dividiram-se em quatro grupos. Os grupos 1, 2 e 3 teve apenas duas equipes, que jogaram no sistema mata-mata em partidas de ida e volta, com os vencedores classificando-se para as semifinais; o grupo 4 teve três equipes, jogando em turno e returno, passando para a fase seguinte apenas o campeão. Nas semifinais os times jogaram no sistema de mata-mata, com partidas de ida e volta. Em caso de empate, seria disputado uma terceira partida. Os vencedores fizeram a final no mesmo sistema de ida e volta.
Critérios de Desempate: Nº de vitórias; Saldo de gols; Gols pró; confronto direto e sorteio.

## Primeira Fase
| Pts – Pontos; J – Jogos; V - Vitória; E - Empates; D - Derrotas; GF – gols a favor; GC – gols contra; SG – Saldo de gols |

|  | Times Classificados para Segunda Fase |

### Grupo A
| Times | Times          | Pts | J | V | E | D | GF | GC | SG |
| ----- | -------------- | --- | - | - | - | - | -- | -- | -- |
| 1     | Ferroviário-CE | 9   | 6 | 4 | 1 | 1 | 12 | 7  | 5  |
| 2     | Campinense     | 6   | 5 | 3 | 0 | 2 | 5  | 5  | 0  |
| 3     | ABC            | 3   | 5 | 1 | 1 | 3 | 8  | 10 | -2 |
| 4     | Ferroviário-PE | 2   | 4 | 0 | 2 | 2 | 5  | 8  | -3 |

### Grupo B
| Times | Times     | Pts | J | V | E | D | GF | GC | SG |
| ----- | --------- | --- | - | - | - | - | -- | -- | -- |
| 1     | Itabaiana | 5   | 4 | 2 | 1 | 1 | 7  | 5  | 2  |
| 2     | CRB       | 4   | 4 | 2 | 0 | 2 | 9  | 7  | 2  |
| 3     | Náutico   | 3   | 4 | 1 | 1 | 2 | 5  | 9  | -4 |

### Grupo C
| Times | Times          | Pts | J | V | E | D | GF | GC | SG  |
| ----- | -------------- | --- | - | - | - | - | -- | -- | --- |
| 1     | Flamengo-PI    | 12  | 8 | 5 | 2 | 1 | 12 | 7  | 5   |
| 2     | Sampaio Corrêa | 11  | 8 | 5 | 1 | 2 | 16 | 8  | 8   |
| 3     | River          | 10  | 8 | 5 | 0 | 3 | 12 | 8  | 4   |
| 4     | Guarany        | 6   | 8 | 2 | 2 | 4 | 8  | 12 | -4  |
| 5     | Maranhão       | 1   | 8 | 0 | 1 | 7 | 3  | 16 | -13 |

### Grupo D
| Times | Times         | Pts | J | V | E | D | GF | GC | SG |
| ----- | ------------- | --- | - | - | - | - | -- | -- | -- |
| 1     | Clube do Remo | 8   | 6 | 3 | 2 | 1 | 7  | 1  | 6  |
| 2     | Tuna Luso     | 8   | 6 | 2 | 4 | 0 | 5  | 1  | 4  |
| 3     | Paysandu      | 5   | 6 | 1 | 3 | 2 | 3  | 5  | -2 |
| 4     | Sport Belém   | 3   | 6 | 1 | 1 | 4 | 2  | 10 | -8 |

### Grupo E
| Times | Times       | Pts | J | V | E | D | GF | GC | SG |
| ----- | ----------- | --- | - | - | - | - | -- | -- | -- |
| 1     | Ponte Preta | 6   | 4 | 2 | 2 | 0 | 6  | 1  | 5  |
| 2     | América-SC  | 4   | 4 | 1 | 2 | 1 | 3  | 3  | 0  |
| 3     | Londrina    | 2   | 4 | 0 | 2 | 2 | 3  | 8  | -5 |

## Segunda Fase

### Zona Centro-Sul
Grupo 1
| Datas          | Datas          | Clube 1 | Jogos | Jogos | Clube 2     | Total |
| -------------- | -------------- | ------- | ----- | ----- | ----------- | ----- |
| 21 de Novembro | 28 de Novembro | Mixto   | 0x2   | 0x3   | Ponte Preta | 0x5   |

Grupo 2
| Datas          | Datas          | Clube 1 | Jogos | Jogos | Clube 2    | Total |
| -------------- | -------------- | ------- | ----- | ----- | ---------- | ----- |
| 21 de Novembro | 28 de Novembro | Central | 2x2   | 0x1   | Villa Nova | 2x3   |

### Zona Norte-Nordeste
Grupo 3
| Datas          | Datas          | Clube 1       | Jogos | Jogos | Clube 2    | Total |
| -------------- | -------------- | ------------- | ----- | ----- | ---------- | ----- |
| 25 de Novembro | 28 de Novembro | Clube do Remo | 1x0   | 4x2   | Rodoviária | 5x2   |

Os dois jogos foram realizados em Belém, no Estádio Evandro Almeida
Grupo 4
| Times | Times          | Pts | J | V | E | D | GF | GC | SG |
| ----- | -------------- | --- | - | - | - | - | -- | -- | -- |
| 1     | Itabaiana      | 5   | 4 | 2 | 1 | 1 | 8  | 4  | 4  |
| 2     | Ferroviário-CE | 4   | 4 | 1 | 2 | 1 | 3  | 4  | -1 |
| 3     | Flamengo-PI    | 3   | 4 | 1 | 1 | 2 | 4  | 7  | -3 |

## Semifinais

### Zona Centro/Sul
| Datas         | Datas         | Datas          | Time 1      | Placar | Placar | Placar    | Time 2     | Total |
| ------------- | ------------- | -------------- | ----------- | ------ | ------ | --------- | ---------- | ----- |
| 5 de Dezembro | 8 de Dezembro | 11 de Dezembro | Ponte Preta | 1x0    | 0x1    | 1x1(6x5p) | Villa Nova | 2x2   |

### Zona Norte/Nordeste
| Datas         | Datas         | Datas          | Time 1    | Placar | Placar | Placar | Time 2        | Total |
| ------------- | ------------- | -------------- | --------- | ------ | ------ | ------ | ------------- | ----- |
| 5 de Dezembro | 8 de Dezembro | 11 de Dezembro | Itabaiana | 0x2    | 0x2    | N.R.   | Clube do Remo | 0x4   |

## Finais
| 15 de dezembro de 1971 | Remo   | 1 – 0 | Villa Nova | Estádio Evandro Almeida, Belém (PA) |
|                        | Ernani |       |            | Árbitro: Armindo Tavares            |

| 19 de dezembro de 1971 | Villa Nova                         | 3 – 0 | Remo | Estádio Independência, Belo Horizonte (MG) |
|                        | Dias 5' · Jésum 22' · Paulinho 46' |       |      | Árbitro: Oscar Scolfaro                    |

| 22 de dezembro de 1971 | Villa Nova                           | 2 – 1 | Remo        | Estádio Independência, Belo Horizonte (MG) |
|                        | Mário Lourenço 49' (pen.) 78' (pen.) |       | Jeremias 9' | Árbitro: Oscar Scolfaro                    |

|  | Villa Nova | Remo |

| VILLA NOVA:      |  |                |
|                  |  |                |
| G                |  | Arésio         |
| LD               |  | Cassetete      |
| Z                |  | Zé Borges      |
| Z                |  | Bráulio        |
| LE               |  | Mário Lourenço |
| M                |  | Daniel         |
| M                |  | Piorra         |
| A                |  | Nelson         |
| A                |  | Paulinho       |
| A                |  | Perrela        |
| A                |  | Dias           |
| Treinador:       |  |                |
| Martim Francisco |  |                |

| REMO:          |  |            |
|                |  |            |
| G              |  | Dico       |
| LD             |  | Zico       |
| Z              |  | Valdemar   |
| Z              |  | Oldair     |
| LE             |  | Edilson    |
| M              |  | Carlitinho |
| M              |  | Ernani     |
| A              |  | Dito       |
| A              |  | Jeremias   |
| A              |  | Cabecinha  |
| A              |  | Neves      |
| Treinador:     |  |            |
| François Thijm |  |            |

## Classificação
| Tabela de classificação | Tabela de classificação | Tabela de classificação | Tabela de classificação | Tabela de classificação | Tabela de classificação | Tabela de classificação | Tabela de classificação | Tabela de classificação | Tabela de classificação |
| Time | Time                    | Pts                     | J                       | V                       | E                       | D                       | GF                      | GC                      | SG                      |
| --- | ----------------------- | ----------------------- | ----------------------- | ----------------------- | ----------------------- | ----------------------- | ----------------------- | ----------------------- | ----------------------- |
| 1 | Villa Nova              | 10                      | 8                       | 4                       | 2                       | 2                       | 9                       | 5                       | 4                       |
| 2 | Remo                    | 17                      | 13                      | 7                       | 3                       | 3                       | 16                      | 8                       | 8                       |
| 3 | Itabaiana               | 11                      | 10                      | 4                       | 3                       | 3                       | 13                      | 11                      | 2                       |
| 4 | Ponte Preta             | 9                       | 7                       | 3                       | 3                       | 1                       | 7                       | 2                       | 5                       |
| 5 | Flamengo-PI             | 15                      | 12                      | 6                       | 3                       | 3                       | 16                      | 14                      | 2                       |
| 6 | Ferroviário             | 13                      | 10                      | 5                       | 3                       | 2                       | 15                      | 9                       | 6                       |
| 7 | Central-RJ              | 1                       | 2                       | 0                       | 1                       | 1                       | 2                       | 3                       | -1                      |
| 8 | Rodoviária              | 0                       | 2                       | 0                       | 0                       | 2                       | 2                       | 5                       | -3                      |
| 9 | Mixto                   | 0                       | 2                       | 0                       | 0                       | 2                       | 0                       | 5                       | -5                      |
| 10 | Sampaio Corrêa          | 11                      | 8                       | 5                       | 1                       | 2                       | 16                      | 8                       | 8                       |
| 11 | River-PI                | 10                      | 8                       | 5                       | 0                       | 3                       | 12                      | 8                       | 4                       |
| 12 | Tuna Luso               | 8                       | 6                       | 2                       | 4                       | 0                       | 5                       | 1                       | 4                       |
| 13 | Campinense              | 6                       | 5                       | 3                       | 0                       | 2                       | 5                       | 5                       | 0                       |
| 14 | Guarani De Sobral       | 6                       | 8                       | 2                       | 2                       | 4                       | 8                       | 12                      | -4                      |
| 15 | Paysandu                | 5                       | 6                       | 1                       | 3                       | 2                       | 3                       | 5                       | -2                      |
| 16 | CRB                     | 4                       | 4                       | 2                       | 0                       | 2                       | 9                       | 7                       | 2                       |
| 17 | América-SC              | 4                       | 4                       | 1                       | 2                       | 1                       | 3                       | 3                       | 0                       |
| 18 | ABC                     | 3                       | 5                       | 1                       | 1                       | 3                       | 8                       | 10                      | -2                      |
| 19 | Náutico                 | 3                       | 4                       | 1                       | 1                       | 2                       | 5                       | 9                       | -4                      |
| 20 | Sport Belém             | 3                       | 6                       | 1                       | 1                       | 4                       | 2                       | 10                      | -8                      |
| 21 | Ferroviário do Recife   | 2                       | 4                       | 0                       | 2                       | 2                       | 5                       | 8                       | -3                      |
| 22 | Londrina                | 2                       | 4                       | 0                       | 2                       | 2                       | 3                       | 8                       | -5                      |
| 23 | Maranhão                | 1                       | 8                       | 0                       | 1                       | 7                       | 3                       | 16                      | -13                     |
| PTS – Pontos ganhos; J – Jogos disputados; V - Vitórias; E - Empates; D - Derrotas; GP – Gols a favor; GC – Gols contra; SG – Saldo de gols |                         |                         |                         |                         |                         |                         |                         |                         |                         |

## Campeão
| Campeonato Brasileiro 1971 Série B    |
| ------------------------------------- |
| Villa Nova Atlético Clube (1º título) |

## Artilharia
- 4 gols - Robilotta (Remo);